# Tatort: Ende der Vorstellung
Ende der Vorstellung ist die 99. Folge der Krimireihe Tatort. Vom Bayerischen Rundfunk produziert, wurde die Episode am 6. Mai 1979 im Ersten Programm der ARD erstmals ausgestrahlt. Es handelt sich um den zwölften Fall von Kriminaloberinspektor Veigl, dargestellt von Gustl Bayrhammer. In der Folge geht es um den Mord an einer jungen Theaterschauspielerin und einem jungen Mann aus ihrem Umfeld.

## Handlung
In einem Münchner Theaterensemble spielt die junge Andrea Bäumler an der Seite ihres ehemaligen Geliebten, des bekannten Theaterschauspielers Carl Liebold, der der Star des Ensembles ist. Möhlendorff macht dem Theatermitarbeiter Florian Fritsche nach einer Vorstellung eine Szene, weil dieser sich in letzter Zeit immer besser mit Andrea versteht. Toni Inninger, der Freund von Andreas Cousine Johanna Prasch, verschafft sich in der Nacht noch Zutritt zu der Diskothek, in der ein Teil des Theaterensembles feiert und deutet an, in Schwierigkeiten zu sein. Am nächsten Morgen findet Fritsche Andrea Bäumler in ihrer Wohnung ermordet vor, sie wurde erwürgt. Liebold sagt Veigl gegenüber aus, dass ihr Verhältnis seit längerem beendet sei, ihre Beziehung sei eher lose gewesen und deshalb zu Ende gegangen, weil sie sich in München jüngeren Leuten zugewandt hätte. Für die Scheidung von seiner Frau Karin sei Andrea allerdings nicht der Grund gewesen, er habe Andrea erst nach der Trennung kennen gelernt, er hat ein Alibi durch seine Ex-Frau.
Johanna verwickelt sich bei ihrer Aussage in Widersprüche, Veigl kann ihren Freund, für den sie einen falschen Namen angegeben hat,  als den vorbestraften Anton Inninger identifizieren. Inninger besorgt sich unterdessen von einem Freund einen falschen Pass, er erwartet Geld aus einem großen Coup. Die Beamten finden unterdessen Fingerabdrücke von Inninger in Andreas Wohnung, so dass dieser in den Focus der Ermittlungen rückt. Als Lenz sich mit Johanna in dem Lokal nach Inninger erkundigt und ob er in der Mordnacht dort war, nimmt Klaus, ein Kumpan und Komplize Inningers, Johanna kurzzeitig mit vorgehaltener Pistole als Geisel, und flieht auf die Straße, um einer polizeilichen Kontrolle zu entgehen. Er wird jedoch von einem Auto angefahren und schwer verletzt; in seiner Wohnung finden Veigl und sein Team Waffen und ein Hehlerdepot sowie Unterlagen für einen gefälschten Pass für Inninger. Johanna sucht nach Feierabend des Ensembles Liebold auf und gibt vor, nicht zu wissen, wo sie bleiben solle, daher bietet er ihr Quartier in seiner Gästewohnung für die Nacht an. Veigl vernimmt den im Krankenhaus liegenden Klaus, dieser bestreitet, dass die Hehlerware ihm gehöre, auch mit dem Mord an Andrea Bäumler will er nichts zu tun haben, er habe Inninger seit über einer Woche nicht mehr gesehen. Aus Versehen verrät Klaus Veigl, dass Inninger ihn aus Freilassing angerufen hatte, so dass die Polizei ihn in einem dortigen Hotel ausfindig machen kann, allerdings kann Inninger im letzten Moment fliehen.
Auf einem Waldweg wird Toni Inninger am nächsten Tag in seinem Auto tot aufgefunden, er ist an einer Kohlenmonoxidvergiftung gestorben, Veigl schließt Selbstmord aus. Die Autopsie ergibt, dass sich in Inningers Blut Schlafmittelrückstände befanden, zudem finden sich im Auto keine Fingerabdrücke von Inninger. Trotzdem lanciert Veigl geschickt an die Presse, dass Inninger Selbstmord begangen hätte, um den Täter in Sicherheit zu wiegen. Johanna hat sich inzwischen endgültig bei Liebold eingenistet, er hat ihr sogar schon Aktien überschrieben. Lenz fällt auf, dass die Reisetasche, die Zeugen zuletzt beim lebenden Inninger gesehen hatten, verschwunden ist, dafür finden die Beamten die Nummer von Florian Fritsche in Inningers Telefonbuch. Gegenüber Veigl gibt Fritsche an, Inninger über Johanna gekannt zu haben, weiterhin sagt er aus, dass Inninger ihm in der Mordnacht erzählt hat, dass er Angst habe, in etwas hineingezogen zu werden, mit dem er nichts zu tun habe, damit habe er offensichtlich den Tod von Andrea Bäumler gemeint. Als Liebold von den Beamten erfährt, dass sie ihn nach der abendlichen Vorstellung befragen wollen, wird er nervös und spielt mit Johanna durch, was diese den Beamten sagen wollen, damit diese nicht herausfinden, dass er Inninger getötet hat. Liebold entdeckt, dass Johanna Inningers Reisetasche an sich genommen hatte, um Liebold damit zu erpressen. Johanna beschwört, dass sie Liebold liebe, doch er schlägt sie in der Garage nieder, wo sein Wagen mit angelassenem Motor läuft.
Er nimmt ein Geständnis, in dem er die Morde an Andrea Bäumler und Toni Inninger gesteht, auf, bevor er ebenfalls durch eingenommenes Schlafmittel aus dem Leben scheiden will. Da er am Tatabend frustriert war, weil seine geschiedene Frau ihn nicht mehr wollte, war er betrunken zu Andrea gefahren. Dort versuchte er, sich ihr wieder körperlich zu nähern, doch auch sie wies ihn ab und verhöhnte ihn, bis er sie im Affekt und betrunken erwürgte. Inninger hatte ihn aus dem Haus kommen sehen und zwei Tage später versucht, ihn um DM 100.000 zu erpressen, später erhöhte er die Summe auf DM 200.000. Auf Anraten Johannas beseitigte Liebold Inninger, indem  er ihn unter Mithilfe Johannas betäubte und dann mittels der eingeleiteten Abgase vergiftete. Während Veigl und sein Team zu Liebolds Haus eilen, weil dieser nicht im Theater erschienen war, kommt Johanna zu sich und kann sich aus der Garage befreien, im Haus findet sie Liebold tot vor. Sie findet die Kassette mit dem Geständnis Liebolds, das auch sie belastet, und vernichtet es vor dem Eintreffen der Beamten. Sie gibt an, dass er ihre Cousine und Inninger umgebracht hat und auch sie umbringen wollte. Die Beamten finden Spuren der vernichteten Kassette und ein angefangenes schriftliches Geständnis Liebolds, das Johannas Täterschaft aber nicht aufführt. Veigl muss daher, trotz der weiteren Indizien in Form der von Liebold an Johanna überschriebenen Aktien, von einer Festnahme Johannas absehen.

## Einschaltquoten und Hintergrund
Bei ihrer Erstausstrahlung erreichte die Folge einen Marktanteil von 57,00 %. Die Episode wurde im Januar und Februar 1979 in München und Umgebung gedreht.

## Kritik
Die Kritiker der Fernsehzeitschrift TV Spielfilm beurteilten diesen Tatort mittelmäßig. Sie fanden, „der Veigl [wirkt] aus heutiger Sicht etwas behäbig“. So sei die Episode nur „für Freunde der Gemütlichkeit.“